# André-Bernard de Quertenmont
André-Bernard de Quertenmont (ou Andréas Bernardus de Quartenmont), né en 1750 à Anvers où il est mort en 1835, est un peintre et graveur flamand.

## Biographie

Corneille-François de Nélis; gravure par Ernst Carl Thelott après de Quertenmont

André-Bernard de Quertenmont, formé à l'Académie d'Anvers chez Philippus Keminckx, était professeur puis directeur (1778-1794) à l'Académie des Beaux-Arts à Anvers et membre ordinaire de l'Académie électorale de Dusseldorf. De Quertenmont a aussi ouvert son propre atelier à Anvers. On trouve quelques œuvres de lui au Musée d'Anvers.

## Spoliation?
La National Portrait Gallery à Londres possède un portrait de Peter Scheemakers, que de Quertenmont a peint en 1776. Les précédents propriétaires sont inconnus, mais il existe un soupçon de pillage d'un propriétaire juif sous le Troisième Reich : le tableau a appartenu à Geneviève Catherine Scheemakers puis à Marie Julie Thibaut (née Duboureq).
On ne sait cependant pas comment il est devenu en 1934 à Paris la propriété de Henri F. Rummel, le président de Shell Company en France.

## Littérature
- Lievin Amand Marie De Bast : Annales du salon de Gand et de l'école moderne des Pays-Bas ; Recueil de morceaux choisis parmi les ouvrages de Peinture, Sculpture, Architecture et Gravure, exposé au Musée en 1820, et d'autres nouvelles productions de l'art ; gravés au trait, avec l'explication des sujets et une notice sur les artistes, Gand, chez P. F. de Goesin-Verhaeghe, Imprimeur de l'Université et de la Société des Beaux-Arts, rue Auteport No. 37, 1823, page 30, 99